# ドロシー・ストウ

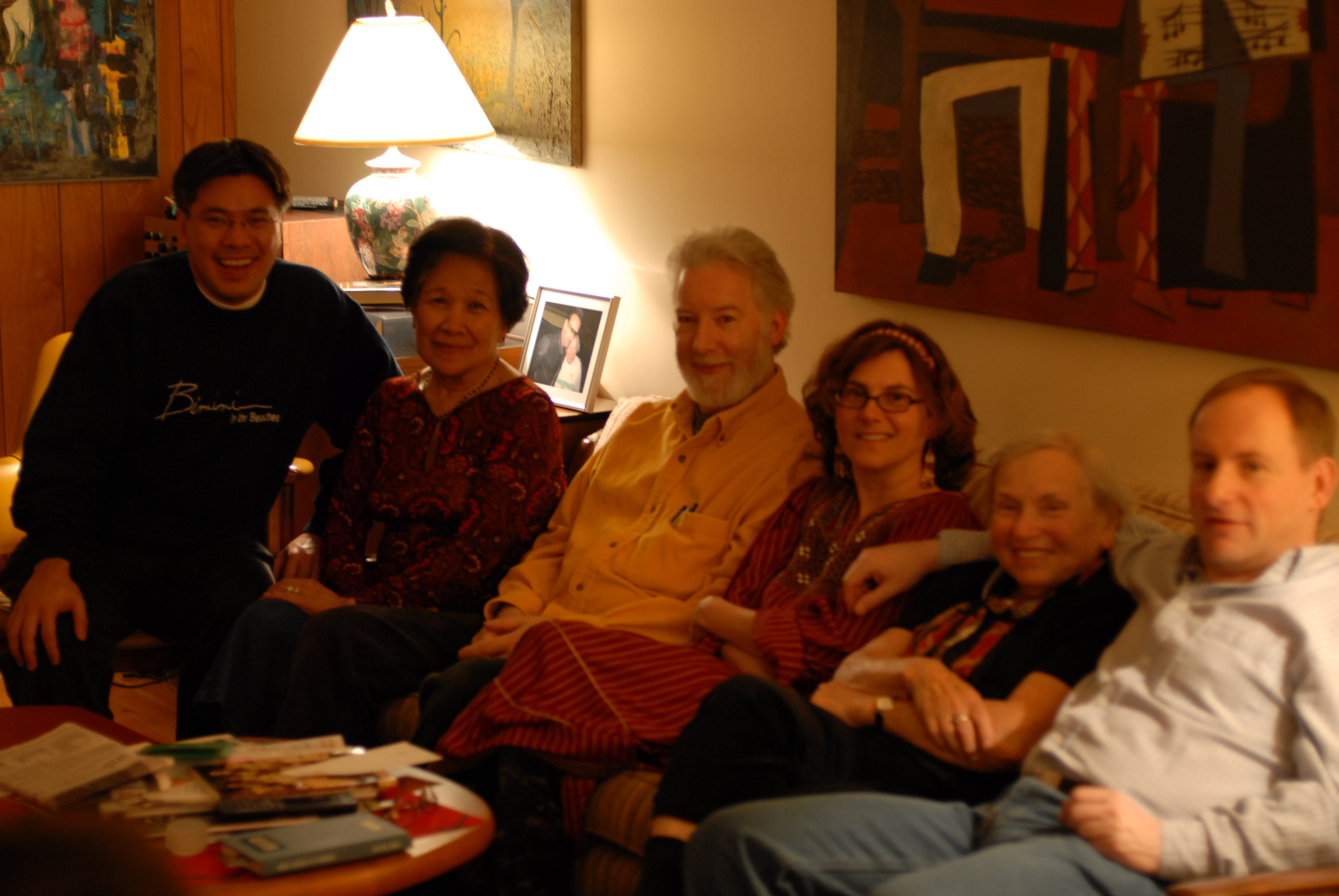
ドロシー・ストウとその家族（2006年）。ストウは右から2番目。

ドロシー・ストウ（Dorothy Stowe、1920年12月22日 - 2010年7月23日）は、米国生まれのカナダの社会運動家・環境保護主義者。グリーンピースを共同設立した。

## 来歴
1920年、ロードアイランド州プロビデンスに生まれる。1953年、アーヴィング・ストウと結婚。2人の子を持つ。1968年、米国がアラスカのアムチトカ島で核実験を行うと発表したことに対抗し、ジム・ボーレンおよびメアリー・ボーレンと共にDon't Make a Wave Committeeと名付けたグループを設立。1972年、共同設立者とともにグループ名をグリーンピースに改名。2010年7月23日、バンクーバーのUBC Hospitalで死去。89歳没。